# Ariarathes III.

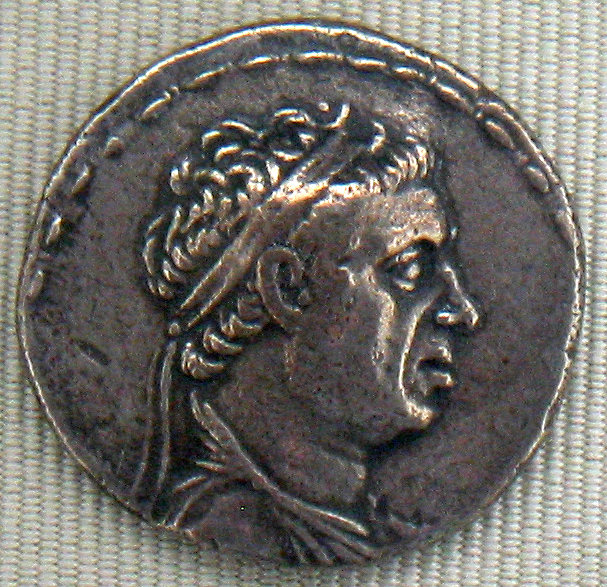
Silbermünze des Ariarathes III (Cabinet des Médailles, Paris)

Ariarathes III. (altgriechisch Ἀριαράθης Ariaráthēs; † um 220 v. Chr.) war der erste Herrscher von Kappadokien, der den Königstitel (basileus) annahm.
Ariarathes III. wurde um 255 v. Chr. Mitregent seines Vaters Ariaramna II., dem es vermutlich gelungen war, die seleukidische Oberhoheit abzuschütteln. Ariarathes III. heiratete Stratonike, die Tochter des Seleukidenkönigs Antiochos II., und nannte sich seit etwa 250 v. Chr. König. Nach dem Tod seines Vaters um 225 v. Chr. übernahm er die Alleinherrschaft in Kappadokien.
In den innerseleukidischen Auseinandersetzungen um den Thron verbündete sich Ariarathes mit Antiochos Hierax, der sich allerdings nicht gegen seinen Bruder Seleukos II. durchsetzen konnte. Dennoch gilt Ariarathes’ Herrschaft als erfolgreich; er soll, Diodor zufolge, Kataonien am Antitaurus für Kappadokien gewonnen haben. Nachfolger als König von Kappadokien wurde sein Sohn Ariarathes IV. Eusebes.